# Lomnica (gmina Despotovac)
Lomnica (cyr. Ломница) – wieś w Serbii, w okręgu pomorawskim, w gminie Despotovac. W 2011 roku liczyła 997 mieszkańców.